# Sucessão secundária
A maior parte dos padrões de sucessão observados na natureza referem-se à sucessão secundária. A sucessão secundária ocorre, por exemplo, em áreas que originalmente eram vegetadas e foram desmatadas.
Existem muitas controvérsias em torno dos processos de sucessão secundária. A ideia generalizada é de que a sucessão ocorre a partir de uma perturbação, e corresponde às transformações que em parte são responsáveis pela restauração das características originais daquele ecossistema.
Entretanto, o processo de sucessão pode não ser unidirecional. Há um padrão geral de que os processos de sucessão secundária típicos são iniciados com a invasão de plantas de porte herbáceo, rasteiras, e geralmente anuais. Esta comunidade pioneira é posteriormente invadida por plantas de porte maior e perenes, como arbustos e por fim árvores.